# تكنيبلاست
تكنيبلاست (بالفرنسية: Techniplast)‏ شركة تونسية تأسست عام 1989، تصنّع العديد من المنتجات اللدائنية، من الأدوات الرياضية وأدوات الصيد والقنص والأدوات الصحية والمواد الدراسية.

### وصلات خارجية
- (بالفرنسية) الموقع الرسمي لشركة تكنيبلاست نسخة محفوظة 4 مارس 2016 على موقع واي باك مشين..